# Lakto-N-neotetraoza
Lakto-N-neotetraoza, LNnT – organiczny związek chemiczny z grupy oligosacharydów zaliczany do jednego z trzech głównych typów oligosacharydów mleka kobiecego (HMO). Jest tetramerem zbudowanym z reszt, kolejno: D-galaktozy i D-N-acetyloglukozaminy (stanowiących resztę disacharydu D-N-acetylolaktozaminy) oraz D-galaktozy i D-glukozy (stanowiących resztę disacharydu D-laktozy).
Niefukozylowane obojętne HMO, do których zalicza się LNnT stanowią 42–55% wszystkich HMO. Poziom LNnT w dojrzałym mleku kobiecym waha się od 0,1 g/L do 0,6 g/l i jest wyższy w pierwszych miesiącach laktacji. Według badań w mleku kobiecym spośród HMO w największej ilości obecny jest 2′-fukozylo-D-laktoza (2′-FL). Stężenia tych dwóch oligosacharydów są ze sobą dodatnio skorelowane, tj. gdy wzrasta poziom 2′-fukozylo-D-laktozy wrasta także poziom lakto-N-neotetraozy.

## Działanie
Lakto-N-neotetraoza, tak jak 2′-fukozylo-D-laktoza, wywiera szczególnie korzystny wpływ na organizm niemowląt, czyli dzieci w okresie od urodzenia do ukończenia 12. miesiąca życia. Dzieci karmione mieszankami z formułą wzbogaconą w 2′-FL i LNnT charakteryzują się mniejszą zachorowalnością zgłaszaną przez rodziców (szczególnie w przypadku zapalenia oskrzeli), a także przyjmują mniej antybiotyków i leków przeciwgorączkowych. Niemowlęta karmione mieszankami z LNnT i 2′-FL charakteryzowały się mikrobiotą kału specyficzną dla niemowląt karmionych piersią. Wykazywały zwiększoną kolonizację dobrych bakterii i zmniejszoną bakterii chorobotwórczych.

## Zastosowanie
W 2015 roku Europejski Urząd ds. Bezpieczeństwa Żywności (EFSA) uznał lakto-N-neotetraozę za żywność bezpieczną. Od tego czasu jest ona wykorzystywana w preparatach do początkowego żywienia niemowląt i produktach do dalszego żywienia niemowląt, żywności specjalnego przeznaczenia medycznego dla niemowląt i małych dzieci oraz innej żywności dla niemowląt i małych dzieci. Może być także stosowany w żywności lub suplementach diety dla osób dorosłych.